# Karl Philipp von Greiffenclau zu Vollrads
Carl Philipp Reichsfreiherr von Greiffenclau zu Vollraths — parfois mentionné en français avec le nom Charles Philippe de Greiffenclau — (né le 1er décembre 1690 au château de Vollrads dans le Rheingau, mort le 25 novembre 1754 à Wurtzbourg) est prince-évêque de Wurtzbourg de 1749 à 1754.

## Biographie
Ses parents sont Johann Erwein von Greiffenclau et Anna Lioba von Sickingen-Sickingen. Son oncle Johann Philipp von Greiffenclau zu Vollraths est prince-évêque de Wurtzbourg de 1699 à 1719.
Après ses études à l'université de Mayence, il est ordonné prêtre. Bien qu'il appartienne depuis 1728 au chapitre de chanoines de Wurtzbourg, il entretient des rapports avec l'Électorat de Mayence et devient recteur de son université de 1739 à 1749.
Après la mort de Anselm Franz von Ingelheim, le chapitre de Wurtzbourg l'élit le 14 avril 1749 pour lui succéder à la tête de l'évêché. La confirmation papale a lieu le 21 juillet de la même année.
Il dresse un même livre de cantiques pour l'évêché de Wurtzbourg, réglemente l'administration des biens paroissiaux et réforme dans l'année de son élection les diplômes de médecine et d'apothicaire. Il développe l'université de Wurtzbourg en réformant les programmes, augmentant le salaire des professeurs et créant une chaire de physique expérimentale.
Pourtant, en plein siècle des Lumières, il mène le dernier procès en sorcellerie en 1749 et condamne Maria Renata Singer, une religieuse de 70 ans du couvent d'Unterzell, apparemment folle.
Il poursuit l'œuvre des Schönborn et maintient avec Johann Balthasar Neumann les travaux de la Résidence de Würzburg. Il appelle des artistes renommés comme Johann Georg Oegg, Johannes Zick ou Antonio Giuseppe Bossi, surtout Giambattista Tiepolo qui réalise de 1749 à 1753 les fresques de la salle impériale et de l'escalier de la Résidence.
Karl Philipp von Greiffenclau meurt de la tuberculose peu après la fin des travaux de Tiepolo et se fait enterrer dans la cathédrale Saint-Kilian de Wurtzbourg.